# Salle
Salle é uma comuna italiana da região dos Abruzos, província de Pescara, com cerca de 312 habitantes. Estende-se por uma área de 21 km², tendo uma densidade populacional de 15 hab/km². Faz fronteira com Bolognano, Caramanico Terme, Corfínio (AQ), Pratola Peligna (AQ), Roccacasale (AQ), Sulmona (AQ), Tocco da Casauria.

## Demografia
| Variação demográfica do município entre 1861 e 2011                               |
|                                                                                   |
| Fonte: Istituto Nazionale di Statistica (ISTAT) - Elaboração gráfica da Wikipedia |